# 航天手錶

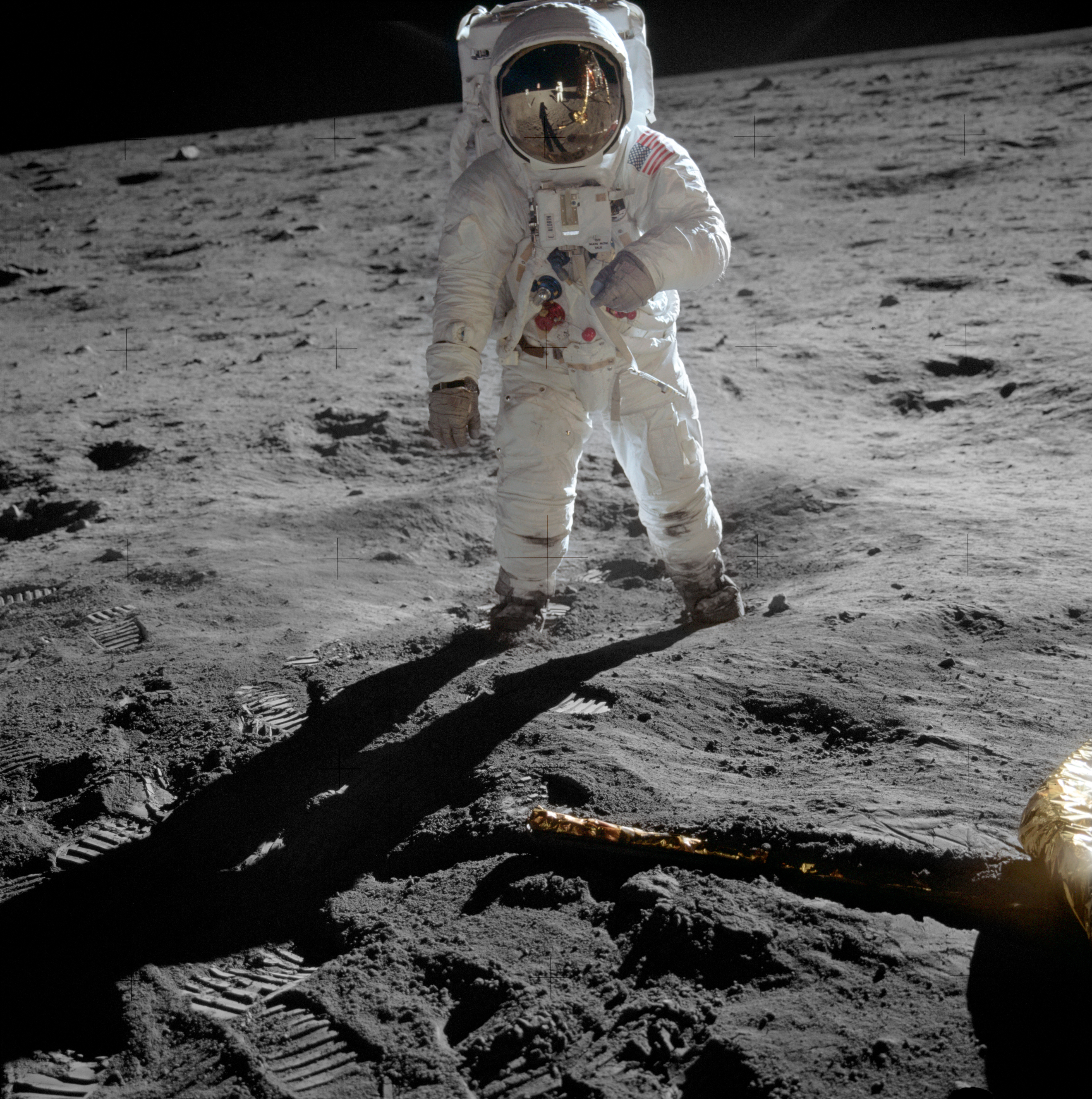
巴茲·艾德靈是第二名踏上月球的人，他右手上佩戴的是歐米茄「超霸」手錶。

航天手錶是太空人執行太空任務時所佩戴的手錶。除了要能承受升空時的強大震動和加速外，更要可抵受外太空的極端環境，包括真空、無重狀態、巨大溫差和輻射等。
因此，航天手錶的規格有以下主要要求：
- 防震
- 純氧環境
- 耐溫
- 耐壓
- 耐濕
- 耐輻射和耐磁場環境
- 不受聲音影響

此外，某些物料在地球環境是安全，但它們會在太空環境下釋放氣體，加重太空船空氣循環及空氣淨化系統的負荷。故此，在航天手錶物料的選擇上亦有一定的要求。
航天手錶的安全性是另一考慮的因素，在真空的環境下，假若錶面被撞碎，一般高級腕錶所採用的人造藍寶石水晶錶面會化為極小的碎片，在無重狀態下對太空人極為危險。因此，航天手錶的錶面物料會使用聚甲基丙烯酸甲酯的水晶。

## 生產航天手錶的廠商

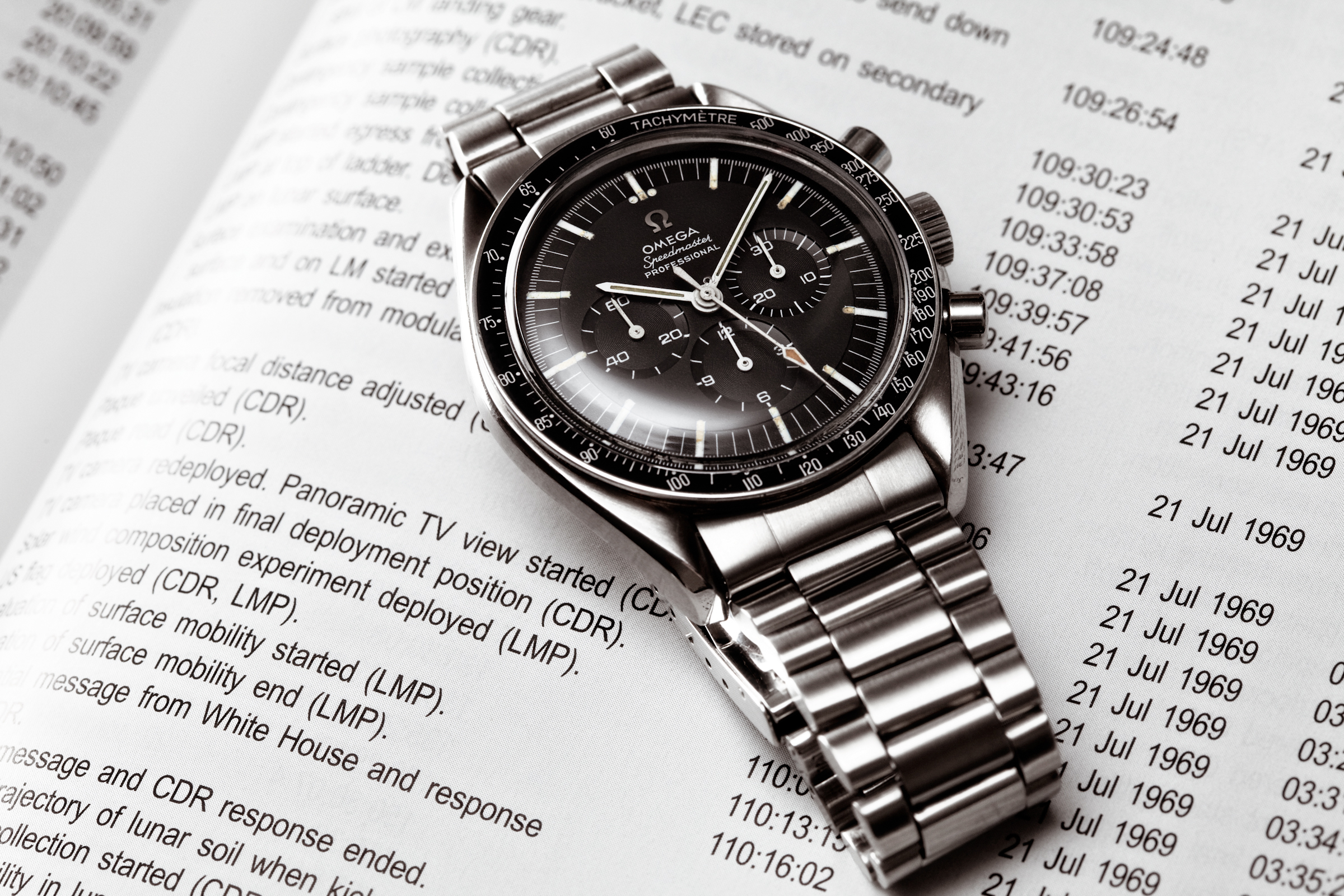
歐米茄生產的航天手錶「超霸」

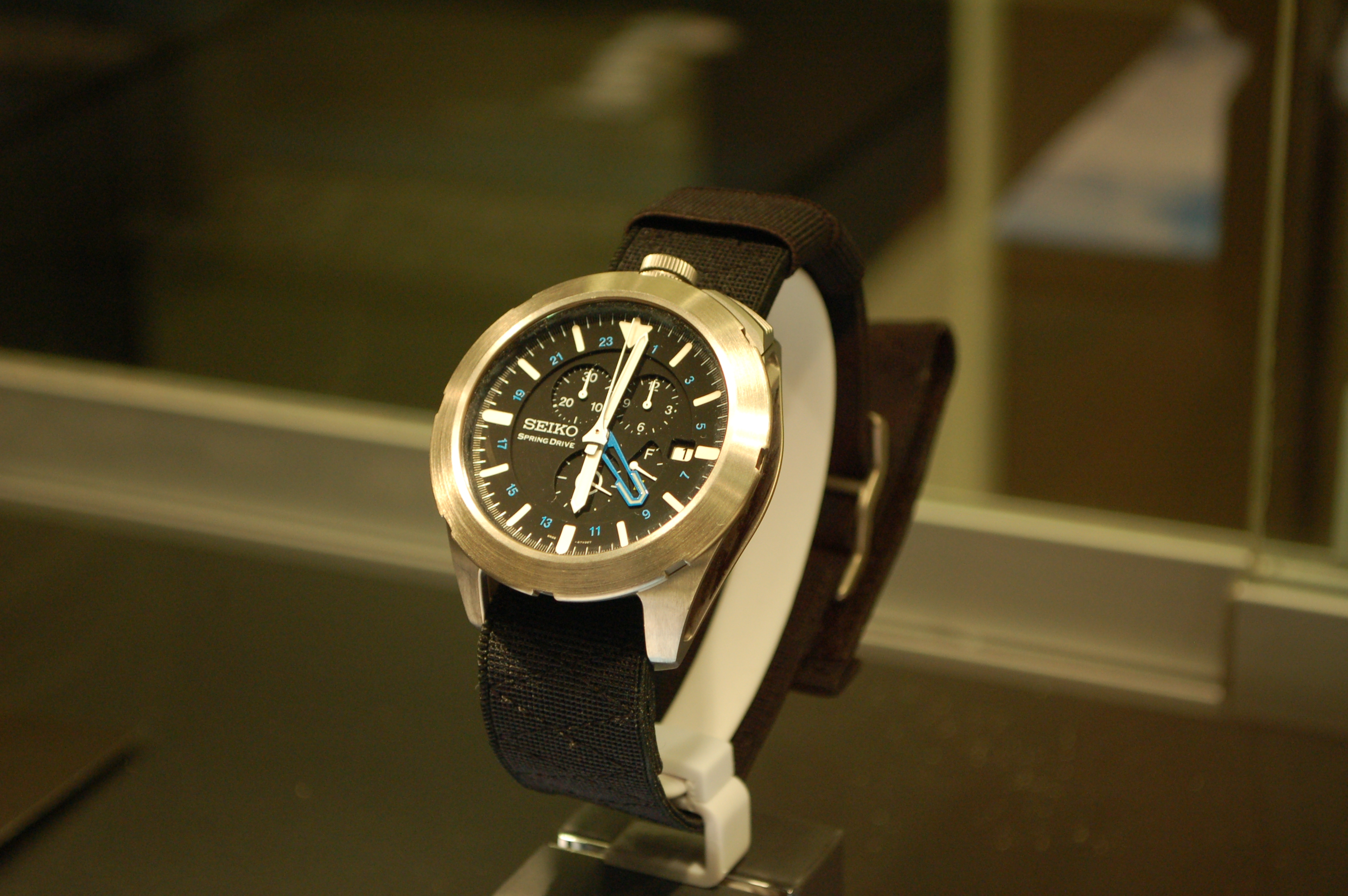
精工生產的航天手錶Spacewalk

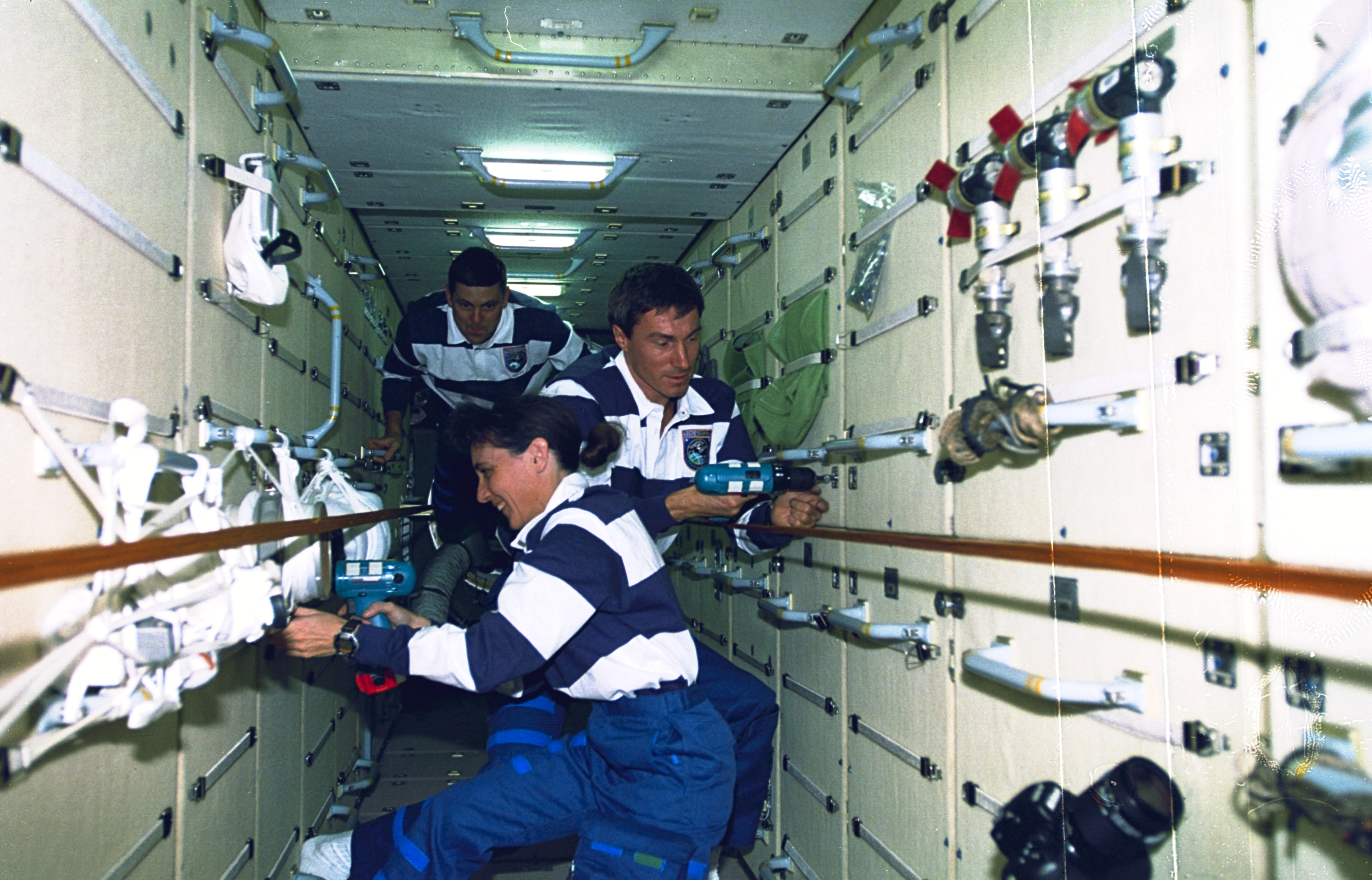
STS-88穿梭機任務成員南希·居里手上佩戴的Timex Ironman Triathlon Datalink 型號78401

到目前為止，只有寥寥可數的手錶廠商曾經生產航天手錶，其中包括：
- 寶傑(Poljot)－ 俄羅斯鐘錶品牌。是為前蘇聯太空人所佩戴的航天手錶[3]。

- 豪雅表(TAG Heuer)- 是首枚進入太空的瑞士腕錶品牌。1962年的水星-宇宙神6號載人任務，太空人約翰·格倫所佩戴的便是豪雅出品的碼錶(秒表)，該腕錶的编號為2915A，具有12小時的動力和5分之1秒的精準度[4]。

- 劳力士(Rolex) )- 瑞士腕錶品牌。

- Soviet Strella - 前苏联手表品牌。

- 百年靈- 1962年「水星-宇宙神7號」任務的曙光7號太空人斯科特·卡彭特進行軌道探索時佩戴的是百年靈Navitimer Cosmonaute型號腕錶。此表的特點是指針在錶盤上運行一圈為24小時，避免太空人混淆上午和下午[5]。

- 歐米茄- 瑞士鐘錶品牌。型號「超霸」 (Omega Speedmaster)，自從1965年歐米茄超霸計時錶便獲得美國太空總署認可參與所有載人太空飛行任務，包括太空船的艙內及艙外活動[6]。其中，1969年7月20日人類首次登陸月球的太陽神11號任務中，因太空人所佩戴的是超霸錶，所以當時與及後的超霸型號也被稱為「月球錶」(moonwatch)。此外，在1975年「阿波羅-聯盟測試計劃|太陽神聯盟號測試計劃」（Apollo Soyuz Test Project）的美國與蘇聯太空會合任務，兩國的太空人均同時佩戴超霸系列腕錶，自此，超霸錶亦成為蘇聯載人太空任務的指定計時錶[7]。自2000年，國際太空站上的太空人均是佩戴「超霸專業X-33」腕錶[8]。「超霸專業X-33」較「超霸專業」擁有更多功能，外殼以鈦金屬製造，顯示包括指針和液晶，可提供執行任務時間（英语：Mission Elapsed Time）、世界時間、倒數計時、國際和美式日期等功能等。值得一提的是其鬧鈴提示功能，除了可發出高達到80分貝的聲音外，更同時會以振動提示，因為在艙外活動時，聲音是無法於真空下傳遞。

- Fortis Watches- 瑞士腕錶品牌。自1994年成為俄羅斯指定的航天手錶生產商[9]。

- 飛亞達－ 中國腕錶品牌。為中國指定的航天手錶生產商。曾為「神舟五號」、「神舟六號」及「神舟七號」航太員提供計時裝備[10]。

- 精工－ 日本鐘錶品牌，其Spring Drive Spacewalk型號是配合一位自費太空人理查·蓋瑞特(Richard Garriott)所設計生產的航天手錶[11]。依靠該腕錶的專利設計Spring Drive，在他12天的太空旅程中，無須手動上鏈。及後，另外兩只Spacewalk腕錶於2008年12月23日更通過為時5小時38分鐘的「艙外活動」(太空漫步)測試[12]。

- 天美時- 美國腕錶品牌。Timex Datalink系列是美國太空總署認可的航天手錶。曾經為美國和俄羅斯兩國的太空人所佩戴[1][13]。

## 資料來源
1. 1 2  . NASAexplores - Express Lessons and Online Resources. 2002-05-01  [2011-02-12]. （原始内容存档于2006-11-14）.（英文）
2. ↑  . Chronocentric.   [2011-02-12]. （原始内容存档于2020-11-27）.（英文）
3. ↑  . Russian Space Watches.   [2011-02-11]. （原始内容存档于2020-12-12）.（英文）
4. ↑  . 豪雅表網站.   [2011-02-11]. （原始内容存档于2006-11-09）.
5. ↑  . Breitling.   [2011-02-11]. （原始内容存档于2011-01-22）.
6. ↑  . Omega. 2009-04-06  [2011-02-11]. （原始内容存档于2015-07-25）.（英文）
7. ↑  . 歐米茄網站.   [2011-02-11]. （原始内容存档于2013-03-12）.
8. ↑  . 歐米茄網站.   [2011-02-12].[永久]
9. ↑   (PDF). Fortis.   [2011-02-11]. （原始内容存档 (PDF)于2016-03-04）.（英文）
10. ↑  . 星島環球網. 2008-09-26  [2011-02-11].[永久]
11. ↑  . Seiko. 2008-12  [2011-02-11]. （原始内容存档于2012-03-08）.（英文）
12. ↑  . Seiko. 2009-09  [2011-02-11]. （原始内容存档于2010-06-10）.（英文）
13. ↑  . Watchuseek. 2008-06-17  [2011-02-12]. （原始内容存档于2019-04-19）.（英文）

## 外部連結
- 超霸系列太空歷史 （页面存档备份，存于）
- 精工Spring Drive官方網站 （页面存档备份，存于） （英文）
- Fortis官方網站 （页面存档备份，存于） （英文）
- 飛亞達官方網站
- 航天手表 （页面存档备份，存于）